# ميناء جواهر لال نهرو
ميناء جواهر لال نهرو هو أكبر ميناء حاويات في الهند  يقع في نافي مومباي، رايجاد على بحر العرب.